# Liste de peintures de Gabriel Blanchard
Cette page dresse une liste de peintures de Gabriel Blanchard, peintre français du XVIIe siècle.

## Liste
| Image | Titre                                                     | Technique                     | Date | Commentaire | Lieu de conservation                                    | Référence |
| ----- | --------------------------------------------------------- | ----------------------------- | ---- | ----------- | ------------------------------------------------------- | --------- |
|       |                                                           |                               |      |             |                                                         |           |
|       | Allégorie de la naissance de Louis XIV                    | Huile sur toile 115 x 143 cm  | 1665 |             | Versailles, musée national du château                   |           |
|       | Saint André tressaillant de joie à la vue de son supplice | Huile sur toile 445 x 365 cm  | 1670 |             | Paris, cathédrale Notre-Dame (dépôt du musée du Louvre) |           |
|       | Diane préside à la Navigation et à la Chasse              | Huile sur toile 133 x 156 cm  | 1672 |             | Rouen, musée des Beaux-Arts                             |           |
|       | Diane préside à la Navigation et à la Chasse              | Huile sur toile               | 1672 |             | Versailles, musée national du château                   |           |
|       | Diane et Endymion                                         | Huile sur toile 319 x 210 cm  | 1672 |             | Versailles, musée national du château                   |           |
|       | Vespasien faisant élever le Colisée à Rome                | Huile sur toile 81,5 x 131 cm | 1672 |             | Versailles, musée national du château                   |           |
|       | Vespasien faisant élever le Colisée à Rome                | Huile sur toile               | 1672 |             | Versailles, musée national du château                   |           |
|       | Coriolan levant le siège de Rome à la demande de sa mère  | Huile sur toile               | 1672 |             | Collection particulière                                 |           |
|       | Coriolan levant le siège de Rome à la demande de sa mère  | Huile sur toile               | 1672 |             | Versailles, musée national du château                   |           |
|       | Porus conduit devant Alexandre                            | Huile sur toile               | 1672 |             | Versailles, musée national du château                   |           |
|       | L'Europe                                                  | Huile sur enduit              | 1679 |             | Versailles, musée national du château                   |           |
|       | L'Afrique                                                 | Huile sur enduit              | 1679 |             | Versailles, musée national du château                   |           |
|       | Saint Antoine et saint Paul ermites dans une grotte       | Huile sur toile               | 1681 |             | Saint-Galmier, église Saint-Galmier                     |           |
|       | La Purification de la Vierge                              | Huile sur toile 314 x 401 cm  | 1682 |             | Toulouse, musée des Augustins                           |           |
|       | L'Annonciation                                            | Huile sur toile               | 1683 |             | Lyon, église Saint-Polycarpe                            |           |
|       | La Sainte Famille                                         | Huile sur toile 226 x 226 cm  | 1686 |             | Tours, musée des Beaux-Arts                             |           |